# Spektroszkópia
A spektroszkópia az elektromágneses sugárzás spektrumának rögzítésére, tanulmányozására és értelmezésére szolgáló módszerek, illetve tudományok összessége. Az eredetileg a látható fény tartományában használt módszerek idővel szinte a teljes elektromágneses spektrumra kiterjedtek, sőt, más jellegű sugárzások és részecskék vizsgálati módszereit is a spektroszkópiai módszerek közé sorolják.

## A spektroszkópia szó eredete
A spectrum kifejezést Newton használta először annak a jelenségnek a megfigyelése kapcsán, hogy a napfény egy prizmán áthaladva színekre bomlik. Bár erről a felfedezésről egy kézírásos dokumentum szerint a Royal Societynek 1672-ben számolt be először, egy korábban megírt leveléből a fehér fény színekre bontásának felfedezését 1666-ra tehetjük. A Nap fényében láthatatlanul jelenlévő színekre használta a latin eredetű spectrum szót.
Egy színkép megfigyelésének módszerét a 19. század vége óta Arthur Schuster nyomán nevezzük spektroszkópiának. Ő használta egy a Royal Institution-ban 1882-ben megtartott előadásában először a latin scopus és a görög skopos illetve skopein szavakból eredeztethető kifejezést.

## A spektroszkópiai módszerek csoportosítása
A spektroszkópiai módszerek szerteágazó volta miatt többféle csoportosítás is lehetséges.

### A vizsgált hullámok típusa szerint
- elektromágneses sugárzás, és ezen belül
  - látható fény
  - gamma-
  - röntgen-
  - ultraibolya-
  - infravörös-
  - terahertzes-
  - mikrohullámú-
  - rádióspektroszkópia

- részecskesugárzás (hullám-részecske kettősség)
- nyomáshullám (akusztikus spektroszkópia és mechanikus módszerek)

### A kölcsönhatás természete szerint
- abszorpciós spektroszkópia
- emissziós spektroszkópia
- rugalmas szórás
- rugalmatlan szórás
- rezonancia spektroszkópia

### A kölcsönható anyag szerint
- atom
- molekula
- kristályok és egyéb kiterjedt anyagok
- atommagok

## A spektroszkópia módszerei és a kapcsolódó elektromágneses hullámok jellemzői
| Módszer               | Hullámhossz (m) | Frekvencia (Hz)   | Hullámszám (cm−1) | Energia (J)   | Elektromágneses sugárzás |
| --------------------- | --------------- | ----------------- | ----------------- | ------------- | ------------------------ |
| gammaspektroszkópia   | 10−10           | 3*1018 – 3*1020   | 108 – 1010        | 10−16 – 10−18 | gamma-sugarak            |
| röntgenspektroszkópia | 10−9 – 10−7     | 3*1016 – 3*1018   | 106 – 108         | 10−19 – 10−17 | röntgensugarak           |
| UV-spektroszkópia     | 10−7 - 4*10−7   | 7*1014 - 3*1015   | 2*104 - 105       | 10−18 – 10−19 | ultraibolya (UV) sugarak |
| VIS-spektroszkópia    | 4*10−7-8*10−7   | 1014              | 104               | 10−19         | látható fény             |
| IR-spektroszkópia     | 10−6 – 10−5     | 3*1012 – 3*1014   | 102 – 104         | 10−19 – 10−21 | infravörös (IR) sugarak  |
| THz-spektroszkópia    | 3*10−5 – 3*10−3 | 1011 – 1013       | 3– 3*102          | 10−20 – 10−22 | THz sugarak              |
| EPR-spektroszkópia    | 10−5 – 10−4     | 3*108 Hz – 3*1012 | 10−2 – 102        | 10−21 – 10−23 | mikrohullámú sugárzás    |
| NMR-spektroszkópia    | 10−2 – 102      | 3*106 Hz – 3*108  | 10−4 – 10−2       | 10−25 – 10−26 | rádióhullámok            |

## A spektroszkópia területei
1. Atomspektroszkópia
  - Atomabszorpciós spektroszkópia (AAS/OAS)
  - Atomemissziós spektroszkópia (AES/OES)
    - Induktív csatolású plazma atomemissziós spektrometria (ICP-AES)

  - Atomfluoreszcens spektroszkópia (AFS)
  - Gamma-spektroszkópia
  - Mössbauer-spektroszkópia (a Mössbauer-effektuson alapul)
  - Elektronspektroszkópia
    - Röntgen fotoelektron-spektroszkópia (XPS)
    - Ultraibolya fotoelektron-spektroszkópia (UPS)
    - Auger-elektron-spektroszkópia (AES)

  - Röntgenspektroszkópia (XRS)
2. Molekulaspektroszkópia
  - Frekvenciamoduláció-spektroszkópia 
    - Infravörös spektroszkópia (IR)
    - Raman-spektroszkópia
    - ATR-spektroszkópia

  - Magrezonancia-spektroszkópia, magasfrekvenciás spektroszkópia (NMR)
  - Elektronspin-rezonancia (ESR/EPR)
  - Endor-spektroszkópia (ENDOR)
  - Mikrohullámú spektroszkópia
  - UV/VIS-spektroszkópia (UV/Vis)
3. Tömegspektrometria (MS)
4. Ultrarövid idejű spektroszkópia
5. Lézerspektroszkópia 
  - Lézerindukált fluoreszcencia
6. Impedancia spektroszkópia
7. Ionspektroszkópia 
  - Másodlagos tömegspektrometria (SIMS)
8. Terahertzes spektroszkópia